# Dyftongizacja
Dyftongizacja – proces powstawania dwugłosek (czyli dyftongów) z samogłosek prostych (czyli monoftongów). Występuje m.in. w języku czeskim (np. [uː] > [ou]) i w niektórych gwarach polskich, np. podhalańskiej.
W języku niemieckim zaszła tak zwana dyftongizacja nowo-wysoko-niemiecka. W jej wyniku długie samogłoski î [iː], û [uː] oraz iu [yː] przeszły odpowiednio w ei [ae̯], au [ao̯] i eu/äu [ɔy̯] (np. niem. mein neues Haus „mój nowy dom” ze śrwniem. mîn niuweȥ hûs).